# Морские слоны
Морские слоны (лат. Mirounga) — род млекопитающих семейства настоящих тюленей (Phocidae), включающий наиболее крупных представителей отряда хищных млекопитающих. Своим названием они обязаны хоботообразному носу у самцов и большим габаритам. Несмотря на то, что морские слоны относятся к настоящим тюленям, по своему поведению и некоторым другим признакам они более напоминают ушастых тюленей. Существует два весьма похожих друг на друга вида — северный морской слон (Mirounga angustirostris (Gill, 1866)), обитающий на западном побережье Северной Америки, и южный морской слон (Mirounga leonina Linnaeus, 1758), обитающий в Антарктике.

## Внешние признаки

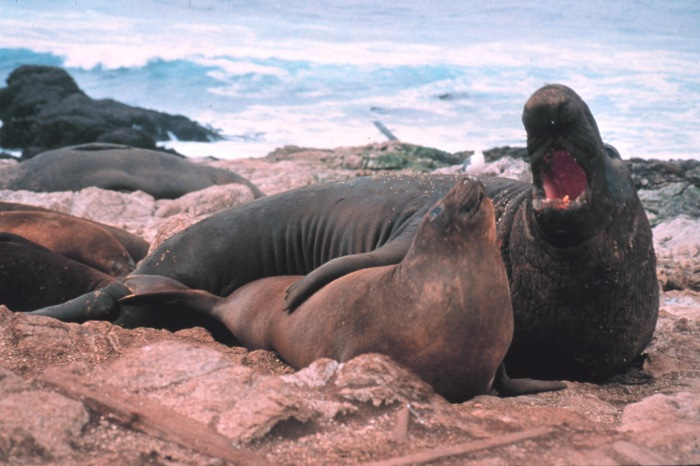
У морского слона небольшой хобот свойственен только самцу и отсутствует у самки

Огромный, увеличенный нос отсутствует у самок и молодых самцов. После постоянного роста хобот достигает полных размеров к восьмому году жизни и висит над пастью с ноздрями вниз. В брачный период этот хобот ещё больше раздувается благодаря повышенному приливу крови. Случается, что во время драк более агрессивные самцы-секачи издирают друг другу хоботы в клочья. Различия в размерах у самцов и самок существенны: самец может достигать размеров до 6,5 метра, а самка — только 3,5 метра. Весят морские слоны до 4 тонн, а иногда и более.

## Поведение

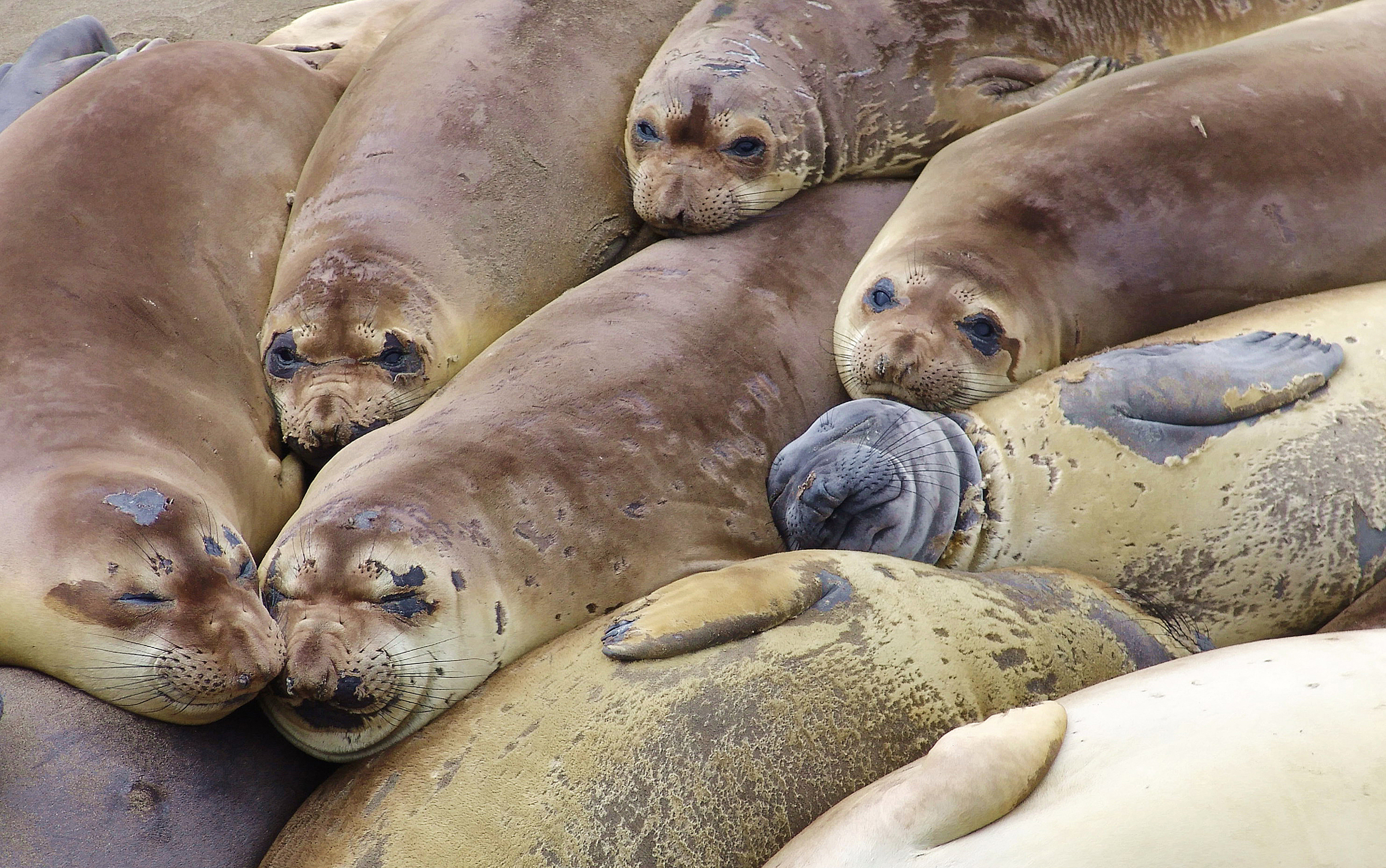
Лежбище морских слонов

В период спаривания морские слоны, обычно ведущие одиночный образ жизни, собираются в крупные колонии. Соотношение самцов и самок при этом примерно составляет один к десяти, иногда даже один к двадцати. Соперничество за владение гаремом между самцами доходит до жёстких поединков. Более слабые или молодые самцы вытесняются на края колонии, где их ожидают менее благоприятные условия для спаривания. Однако они постоянно пытаются проникнуть в центр, что то и дело приводит к новым поединкам. Под защитой доминантного самца оплодотворённые самки рождают на свет своё потомство, зачатое годом раньше. На протяжении нескольких недель они заботятся о детёнышах, прежде чем вновь спариваются с самцом.

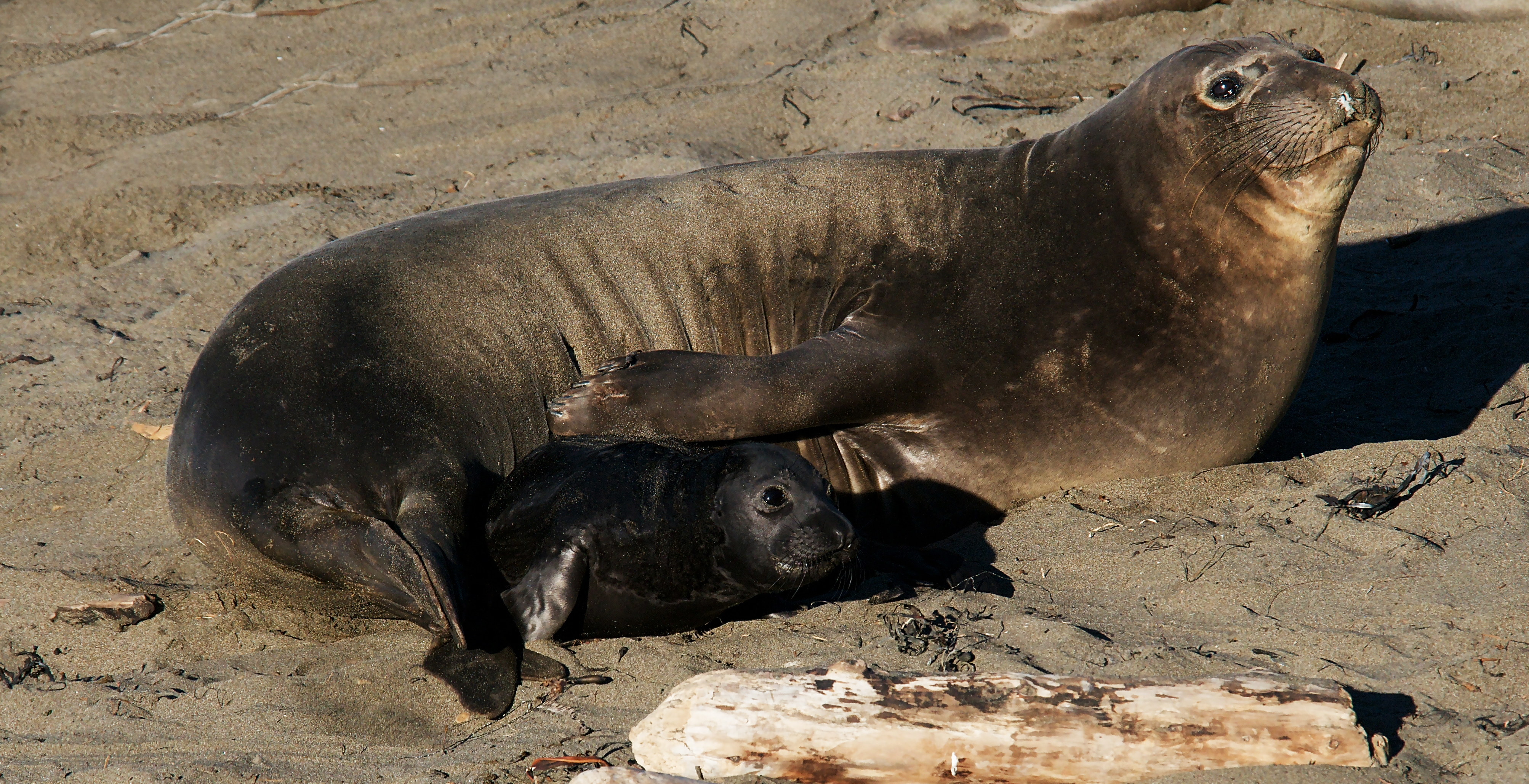
Самка морского слона с детенышем

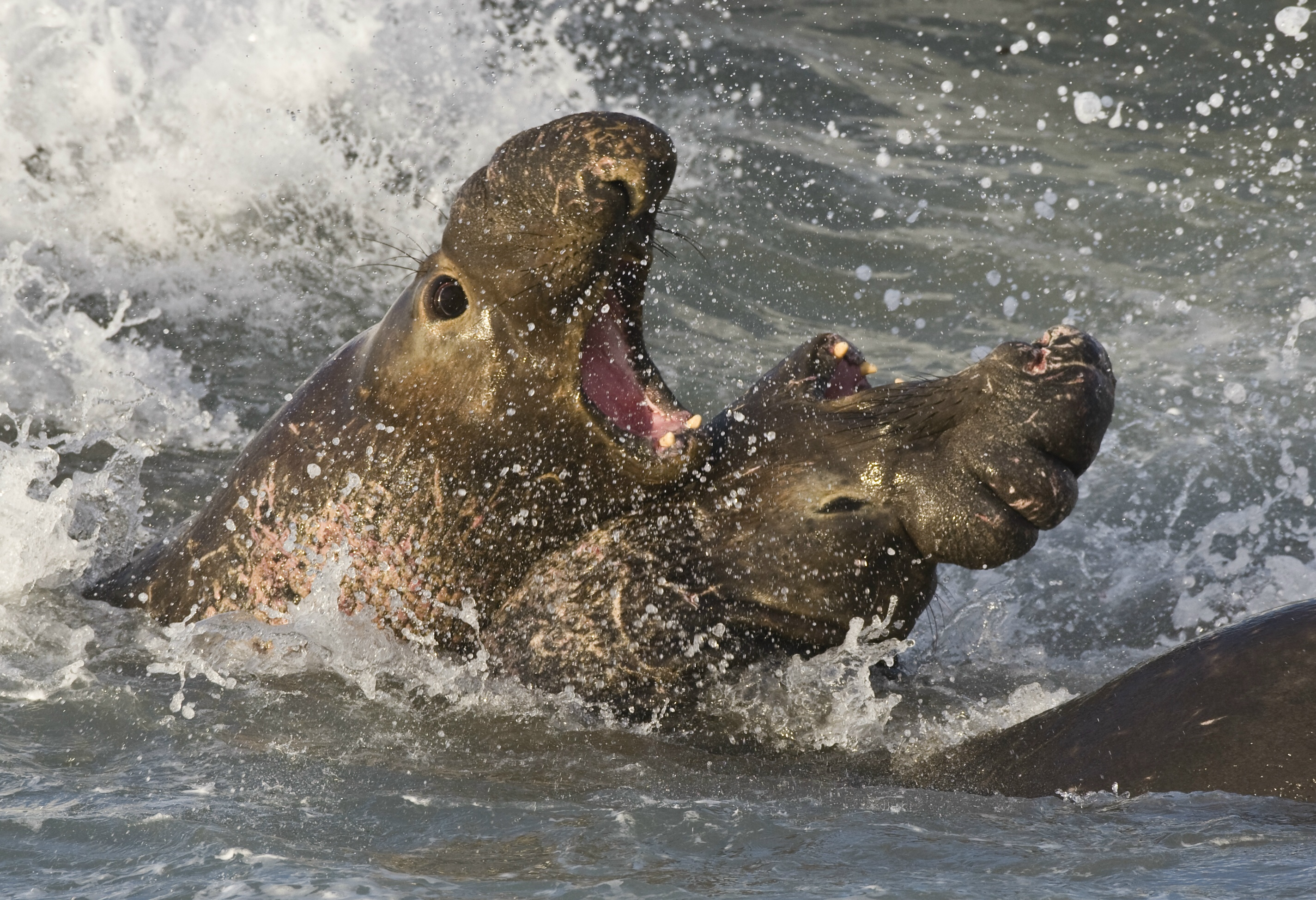
Дерущиеся северные морские слоны

Если самец желает спариться с самкой, он кладёт на неё один из своих передних плавников и кусает её в затылок. После этого начинается копуляция. Если самка сопротивляется, самец заползает на неё и лишает возможности двигаться под давлением своего веса. Постоянные схватки и жёсткая конкуренция приводят к тому, что детёныши раздавливаются зрелыми самцами. Ежегодно от этого погибает большое количество молодняка. Половой зрелости морские слоны достигают в возрасте от трёх до четырёх лет. Однако достаточно сильными, чтобы отстаивать собственный гарем, самцы становятся лишь в возрасте восьми лет. Спаривание в более раннем возрасте для них маловероятно. Средняя продолжительность жизни самцов из-за многочисленных боёв ниже, чем у самок, и составляет всего 14 лет. Самки живут в среднем на четыре года дольше.

## Питание
Добычей морских слонов являются рыбы и головоногие. Морские слоны в состоянии нырять за добычей на глубину до 1400 м. Это возможно благодаря их большой массе и большому объёму крови, способному хранить много кислорода. Как и у китов, деятельность внутренних органов у морских слонов во время ныряния на глубину замедляется, отчего снижается расход кислорода. Естественными врагами морских слонов являются белые акулы и косатки, охотящиеся в верхних слоях воды.

## Систематика
Принадлежность морских слонов к настоящим тюленям сегодня является бесспорной, однако их позиция внутри этого таксона нередко становится предметом дебатов. Кинг  высказал в 1983 году гипотезу, что морские слоны больше всего родственны роду тюленей-монахов и оба рода представляют наиболее древние формы настоящих тюленей. В 1996 году Бинида-Эмоднс и Рассел  не могли найти доказательств подобному близкому родству, однако подтвердили базальное положение морских слонов в систематике настоящих тюленей.
Часто для морских слонов применяют латинское название Macrorhinus, данное Жоржем Кювье. Однако оно идентично с названием одного из родов жуков и большее распространение получило название Mirounga, автором которого являлся Джон Эдвард Грей. Оно основано на названии морских слонов в языке австралийских аборигенов.

## Видео
Морские слоны (лат. Mirounga)